# Mondial de l'automobile de Paris 2012
L’édition 2012 du Mondial de l’automobile de Paris est un salon international de l’automobile qui s'est tenu du 29 septembre au 14 octobre 2012 au Parc des expositions de la porte de Versailles, à Paris. Deux journées presses destinées exclusivement aux journalistes se sont tenues les 27 septembre et 28 septembre 2012.
Le salon 2012 en accueillant 1,26 million de visiteur, soit environ 2 % de moins qu'en 2010, reste le salon automobile le plus fréquenté au Monde.

## Listes des automobiles en «premières mondiales»
- Audi Crosslane Concept
- Audi R8 restylée
- Audi RS5 Cabriolet
- Audi S3 (nouvelle)[précision nécessaire]
- Citroën DS3 Cabrio
- Dacia Logan 2
- Dacia Sandero 2
- Dacia Sandero Stepway 2
- Exagon Furtive-eGT
- Ford Ecosport[réf. nécessaire]
- Ford Fiesta restylée
- Ford Focus EV[réf. nécessaire]
- Ford Mondeo 2013
- Ford Mondeo SW
- Hyundai i30
- Hyundai Veloster Turbo
- Jaguar F-Type
- Kia Pro_cee'd II
- Lamborghini Gallardo LP560-4
- Lamborghini Gallardo LP570-4 Superleggera Edizione
- Maserati GranCabrio MC
- Mazda 6 Wagon
- McLaren MP4-12C Spider
- McLaren P1
- Mercedes-Benz Classe B 200 Natural Gas Drive
- Mercedes-Benz CLS Shooting Brake
- Mercedes-Benz Concept Style Coupé
- Mercedes-Benz SLS AMG Electric Drive
- Mini John Cooper Works Countryman
- Mini John Cooper Works GP
- Mini Paceman
- Opel Adam
- Opel Mokka
- Peugeot 2008 Concept
- Peugeot 208 GTI
- Peugeot 208 XY
- Peugeot RCZ restylé
- Porsche 911 Carrera 4 et 4S
- Porsche Panamera Sport Turismo
- Renault Zoé
- Renault Clio RS 200 EDC
- Renault Clio IV Estate
- Seat Leon (nouvelle)
- Skoda Rapid
- Suzuki S-Cross Concept
- Toyota Auris hybride
- Toyota Auris Touring Break
- Toyota Verso 2013
- Volkswagen Golf 7
- Volkswagen Golf GTI Concept
- Volvo V40 Cross Country